# Col·legi de la Immaculada (Tortosa)
El Col·legi de la Immaculada és un edifici de Tortosa (Baix Ebre) protegit com a bé cultural d'interès local.

## Descripció
És un edifici religiós i civil de planta rectangular irregular.
El recinte està format per diferents edificacions, situat a la mateixa entrada del raval de Jesús, una vegada travessat el canal de la dreta de l'Ebre i formant conjunt amb l'edifici de l'església parroquial de Sant Francesc, l'església de l'antic convent franciscà. Tot el recinte està envoltat per una tàpia d'obra, també la part que dona al canal de la dreta de l'Ebre, especialment acollidora pels grans arbres que hi donen ombra. Entre els edificis que l'integren destaca per excel·lència el central, de planta quasi quadrangular que emmarca un pati interior de grans dimensions, amb planta baixa i tres pisos superiors i teulada a doble vessant. La cantonada més exterior té un pis més d'elevació i coberta plana. La façana de la porta principal es compon de finestres regulars, quadrades i rectangulars als dos primers pisos, i d'arc de mig punt al tercer pis. Els murs estan arrebossats.
Un claustre de planta rectangular situat a la planta baixa de l'antic col·legi de la Immaculada és el claustre de l'antic convent franciscà de Jesús. A sobre, té dos pisos més. Les galeries disposen de cinc arcs de mig punt per costat sostinguts per columnes. Se suposa que aquest claustre és anterior a la reforma del convent franciscà realitzada durant el segle xviii, però aquesta hipòtesi no té encara prou força.

## Història
Aquest recinte del que fou Col·legi de la Immaculada té una història molt important, no tan sols per al raval de Jesús sinó també per a tota la comarca i Catalunya en general.
Les notícies més antigues parlen de la cessió feta pel capítol de la Seu de Tortosa el 10 de setembre de 1440 (1429 segons altres autors) d'una casa i una ermita dedicada a Sant Bernabè als frares franciscans per a la fundació d'un convent. Aquest convent seria el centre d'un nucli de població, primer molt petit, però que amb els segles es transformà en l'actual raval de Jesús. Fins al segle xviii, el convent franciscà creix en importància i renom i, precisament des de l'any 1737, s'inicien importants obres de transformació (obres que inclouen la construcció de l'actual església) tal com indicava el text d'una làpida de pedra: "Hic substat prus hujus novi conventus lapis situs die 26 mensis julii anno 1737" que hi havia al costat meridional del convent. Cap al 1825 els franciscans han d'abandonar el convent a causa de l'exclaustració i el 1843 es ven el convent a la Societat de Cristalleria, perquè el 1854 s'instal·lin els jesuïtes amb el Col·legi Màxim. L'any 1933 els jesuïtes són expulsats i l'antic convent es transforma en Casa d'Exercicis, presó durant la guerra civil, seminari, Seminari Menor, Col·legi de la Immaculada (cap al 1955), col·legi de segona ensenyança, col·legi d'E.G.B. i centre per als jubilats i joves.